# Talove
Talove (en ucraniano: Талове; en ruso: Таловое, romanizado: Talóvoye) es un asentamiento urbano ucraniano perteneciente al óblast de Lugansk. Situado en el este del país, hasta 2020 era parte del raión de Krasnodón, pero hoy es parte del raión de Lugansk y del municipio (hromada) de Molodogvardisk. Sin embargo, según el sistema administrativo ruso que ocupa y controla la región, Talove sigue perteneciendo al raión de Krasnodón.
El asentamiento se encuentra ocupado por Rusia desde la guerra del Dombás, siendo administrado como parte de la de facto República Popular de Lugansk y luego ilegalmente integrado en Rusia como parte de la República Popular de Lugansk rusa.

## Geografía
Talove está ubicado en el río Talova, a unos 5 kilómetros al oeste de Sorókine y 37 kilómetros al suroeste de Lugansk.

## Historia
El lugar fue fundado en 1815 e inicialmente había 50 cosacos en la granja que se dedicaban principalmente a la agricultura. 
En 1919 comenzaron los trabajos en la mina Nº7 y en 1920, en la mina Nº10. El pueblo fue elevado a un asentamiento de tipo urbano en 1938. Talove se dedicó a la avicultura durante la época de la URSS.
El sovjós local fue privatizado en 1995.
En 2014, durante la guerra del Dombás, los separatistas prorrusos tomaron el control de Talove y desde entonces está controlado por la autoproclamada República Popular de Lugansk.

## Demografía
La evolución de la población de Talove entre 1989 y 2022 fue la siguiente:
| 1656                                                          | 1496 | 1418 | 1385 | 2367 |
| (Fuente: Cities & Towns of Ukraine y UKRAINE: Größere Städte) |      |      |      |      |

Según el censo de 2001, la lengua materna de la mayoría de los habitantes, el 94,85%, es el ruso; del 4,55% es el ucraniano.

## Infraestructura

### Transporte
La estación de tren más cercana está en Tormozna, a 2 km. 